# GNU Automake
GNU Automake è uno strumento di automazione dello sviluppo del software, parte del progetto GNU.

## Descrizione
Il processo prevede:
- creazione da parte del programmatore di un file di origine, chiamato Makefile.am, che contiene le informazioni di base del programma da compilare (nome, elenco dei file, opzioni di compilazione, ecc)
- tramite automake viene creato un file intermedio Makefile.ins che viene distribuito insieme ai sorgenti del programma
- Sulla piattaforma finale viene eseguito il comando "configure" (a sua volta generato da Autoconf) che, a partire dal Makefile.ins genera il Makefile adatto alla piattaforma in uso

Per la compilazione dei sorgenti che utilizzano Automake tipicamente all'utente finale viene chiesto di impartire i comandi: configure; make; make install.